# Red Sismológica Nacional (Costa Rica)
La Red Sismológica Nacional de Costa Rica, oficialmente llamada Red Sismológica Nacional UCR-ICE (RSN) es una institución encargada del estudio geológico de Costa Rica, especialmente en el área de sismología y vulcanología. Fue creada por un convenio entre la Escuela de Geología de la Universidad de Costa Rica y el Área de Amenazas y Auscultación Sísmica y Volcánica del Instituto Costarricense de Electricidad y Telecomunicaciones (ICE) en 1982.
Las oficinas y el centro de monitoreo principal están ubicadas en la parte trasera de la Escuela Centroamericana de Geología de la Universidad de Costa Rica en San Pedro de Montes de Oca.  

## Historia
Es uno de los tres servicios de geología que existen en Costa Rica y el de más antigüedad. Inicialmente a finales del siglo XIX y principios del siglo XX, un grupo de naturalistas interesados en la sismología realizó estudios geológicos en el país e instalaron varios sismoscopios. Se descontinuó entre los años de 1921 y 1972, hasta que en 1970 la Escuela de Geología de la Universidad de Costa Rica anunció la apertura de un curso de geofísica y un año después compraron tres estaciones sísmicas.
Gracias al apoyo de la Organización de los Estados Americanos y del Gobierno de Japón, la Escuela de Geología de la UCR logró crear entre 1974 y 1979 una red de cinco estaciones sísmicas ubicadas en la localidad de La Lucha en Desamparados.
El inicio de la relación con el Instituto Costarricense de Electricidad se daría tras la erupción del volcán Arenal en 1968 y el terremoto de Tilarán en 1973. Debido a los daños sufridos en un proyecto de energía hidroeléctrica, los bancos que financiaban su construcción obligaron al Instituto Costarricense de Electricidad a realizar estudios sismológicos y vulcanológicos para garantizar la seguridad de los proyectos.
En 1982 se crea oficialmente la Red Sismológica Nacional con la colaboración del departamento de Geología del ICE, el Programa de Investigaciones Vulcanológicas de la Universidad Nacional de Costa Rica (UNA) y la Sección de Sismología, Vulcanología y Exploración Geofísica de la Escuela Centroamericana de Geología de la Universidad de Costa Rica.
En el año de 1983 la Universidad Nacional abandona el proyecto y creará posteriormente y de manera independiente, el Observatorio Vulcanológico y Sismológico de Costa Rica ubicado en Heredia.
La alianza entre la UCR y el ICE queda en firme en julio de 1983. Empiezan a publicar boletines informativos de sismos registrados desde 1976 y lo hacen hasta la actualidad.
En el año de 2006 mediante la Ley Nacional de Emergencias y Prevención del Riesgo (Nº 8488) se giran fondos durante un plazo de cinco años para la Red Sismológica y actualmente se hacen gestiones para que el plazo se extienda por 11 años más.
En 2008 se firma un convenio que reafirma la cooperación entre el Instituto Costarricense de Electricidad y la Escuela de Geología de la Universidad de Costa Rica.

## Centros de registro
La Red Sismológica Nacional tiene tres centros de registro de datos ubicados en la Escuela Centroamericana de Geología de la Universidad de Costa Rica, otro en la localidad de Quebrada Grande de Tilarán que recibe el nombre de Observatorio Sismológico y Vulcanológico Arenal-Miravalles (OSIVAM) y por último el Área de Amenazas y Auscultación Sísmica y Volcánica ubicada en La Sabana y en Tilarán, ambos son administrados por el ICE.

## Servicios
La Red Sismológica Nacional de Costa Rica investiga a nivel general los fenómenos geológicos que ocurren en el país. Brindan capacitaciones, charlas y dan información relativa a los sismos y volcanes.
La Red Sismológica Nacional es parte de un comité técnico que asesora a la Comisión Nacional de Emergencias y además informa mediante las redes sociales los datos de los sismos reportados como sentidos en el país e información acerca de la actividad volcánica.